# 원빈
원빈(元斌, 본명: 김도진, 1977년 11월 10일 (음력 9월 29일) ~ )은 대한민국의 배우이다.

## 생애 및 경력
강원도 정선군 북면(現 여량면)에서 2남 3녀 중 막내로 태어났다. 1995년 케이블채널인 제일방송 공채 3기로 데뷔했다. 케이블TV 드라마에서 단역배우로 활동한 지 얼마되지 않아 디자이너 앙드레 김의 눈에 띄어 앙드레 김 패션쇼에 서게 되면서 소속사와 계약하게 되었고, 그 후 소속사 대표의 권유로 지금의 "원빈"이란 예명으로 활동하게 되었다.
데뷔 이전에는 H.O.T의 오디션에 참가하기도 했으나 선발되지 못했다.
원빈은 브라운관 정식 데뷔는 1997년 방영된 드라마 《프로포즈》를 통해서다. 원빈이 청춘 스타 이미지를 확고히 한 작품은 2000년 방영된 드라마 《꼭지》그리고 《가을동화》로 "얼마면 돼, 얼마면 되는데!"라는 명대사를 남기며 여성들의 심금을 울리는 연기로 미남의 상징으로 떠오르며 일약 스타덤에 올랐다. 본격적인 영화 데뷔작인 2001년 장진 감독의 《킬러들의 수다》에서 4인조 킬러 막내 하연 역을 맡으며 브라운관이 아닌 스크린에서 새롭게 주목을 받았다. 2004년 강제규 감독의 영화 《태극기 휘날리며》를 통해 1174만 명의 관객을 동원, 천만배우에 합류하였다.
2006년 6월 입대한지 7개월만에 '왼쪽 무릎 십자인대 파열'이라는 진단을 받고 의병 전역한 이후 재활치료를 하며 오랜기간 휴식을 취하다가 2007년 9월 6일 유니세프 한국위원회 특별대사로 임명되면서 공식석상에 처음 모습을 드러냈다. 2009년 개봉한 봉준호 감독의 영화 《마더》를 통해 배우로서는 4년만에 복귀하였다. 이후 2009년 5월 28일에 개봉한 《마더》 301만 3523명의 관객들을 동원하며 흥행에 성공했으며 원빈의 연기력 논란도 완전히 떨쳐버렸다.
2010년에는 628만 2774명의 관객을 동원한 이정범 감독의 영화 《아저씨》를 통해 그동안의 보호본능을 일으키는 여린 꽃미남 이미지에서 강인한 이미지로 변신, 완성도 있는 액션연기에 감성까지 곁들인 드라마라는 호평을 받으며 원톱배우로서의 가능성은 물론 연기력에서도 인정을 받았다.

## 사생활
2013년 7월 한 언론 매체에서 배우 이나영과 서로의 집을 오고 가는 원빈의 모습을 포착·보도하면서 두 사람은 2012년 8월부터 남몰래 데이트를 즐기며 연인사이로 발전되었다며 열애 사실을 공식 인정하였다. 두 사람은 2011년 8월에 이나영이 원빈의 소속사인 이든나인으로 옮기면서 첫 인연을 맺었고, 두 사람 모두 평소에 신비주의 배우인 만큼 연애도 다른 사람들의 눈에 띄지 않게 교제해왔다. 2015년 5월 30일, 두 사람은 교제 2년 만에 그의 고향인 강원도 정선에서 결혼식을 올렸다. 결혼식에는 두 사람의 가족들만이 유일하게 참석하여 가마솥에 국수를 끓여 50여명의 가족들과 조촐한 피로연을 가진 것으로 전해졌다. 이날 원빈과 이나영은 각각 패션 디자이너 지춘희의 턱시도와 웨딩드레스를 입었는데, 원빈은 평소 지춘희 디자이너와는 사적으로 돈독한 관계를 유지해온 것으로 알려졌다. 2015년 3월에 이나영의 임신 소식이 알려지고 그 이후에 득남하였다.

## 자선 활동
원빈은 현재까지 오랜기간 유니세프 친선대사로 활동하고 있으며, 데뷔전부터 인연이 있는 디자이너 故 앙드레김의 적극 추천으로 2007년 9월 유니세프 한국위원회 특별대표에 위촉되었다. 원빈은 유니세프의 여러 자선행사에 참석, 홍보를 위한 사진전 및 영상촬영, 어린이를 위한 기금 기부 등 적극적인 유니세프 후원활동을 펼치고 있다. 2009년 4월에는 아프리카 감비아의 유니세프 구호현장에 방문하였는데, 떠나기전 영화 《마더》에서 함께 공연한 선배 배우이자, 월드비전의 한국 친선대사로 활동중인 김혜자는 원빈에게 자상한 충고를 아끼지 않았다고 한다. 이후 "포토그래퍼 권영호, 유니세프, 원빈이 함께하는 사진전 - 감비아, 웃는 해안의 아이들"이라는 주제로 서울 인사동 갤러리 이즈에서 6월 3일부터 6월 9일까지 사진전으로 전시되었다.
2010년 9월 동티모르를 방문해 유니세프가 지원하는 예방접종과 교육사업 현장 등을 돌아보고, 현지 어린이들과 유니세프 공익캠페인을 위한 촬영을 하였다. 또한 2년만에 남이섬 유니세프홀에서 "유니세프 특별대표 원빈이 전하는 동티모르 이야기" 주제로 사진전을 오픈하여 그해 12월 11일부터 2월말까지 전시되었다. 2011년 7월 원빈이 광고모델로서 활동하였던 CJ푸드빌의 뚜레쥬르와 유니세프 한국위원회에서 공동 협약식을 맺어 "원빈과 함께하는 뚜레쥬르-유니세프, 마음 나눔 캠페인" TV 광고를 제작하여 8월부터 방영되었다. 2012년 10월 유니세프 후원 광고의 모델로 출연하였다.

## 출연 작품

### 영화
| 연도 | 제목            | 역할   | 감독   | 비고 |
| ---- | --------------- | ------ | ------ | ---- |
| 1998 | 토요일 오후 2시 | 배달원 | 민병진 | 단역 |
| 2001 | 킬러들의 수다   | 하연   | 장진   |      |
| 2004 | 태극기 휘날리며 | 이진석 | 강제규 |      |
| 2004 | 우리 형         | 김종현 | 안권태 |      |
| 2009 | 마더            | 윤도준 | 봉준호 |      |
| 2010 | 아저씨          | 차태식 | 이정범 |      |

### 드라마
| 연도      | 방송사   | 제목                              | 역할   | 비고                  |
| --------- | -------- | --------------------------------- | ------ | --------------------- |
| 1997      | KBS2     | 프로포즈                          | 한현우 | 14부작, 데뷔작        |
| 1997~1998 | MBC      | 레디 고!                          | 한승주 | 8부작                 |
| 1999      | MBC      | 점프                              | 원빈   | 특별출연              |
| 1999~2000 | KBS2     | 광끼                              | 강민   | 36부작                |
| 2000      | KBS2     | 드라마시티 - 그가 간이역에 내렸다 | 민호   | 1부작 단막극          |
| 2000      | KBS2     | 꼭지                              | 송명태 | 50부작                |
| 2000      | KBS2     | 가을동화                          | 한태석 | 16부작                |
| 2002      | MBC, TBS | 프렌즈                            | 김지훈 | 4부작, 한일 공동 제작 |

### 방송
| 연도 | 방송사  | 제목                             | 역할        | 비고                                                            |
| ---- | ------- | -------------------------------- | ----------- | --------------------------------------------------------------- |
| 1997 | KBS2    | 슈퍼선데이 - 우리들의 이야기     | 원빈        |                                                                 |
| 1997 | SBS     | 좋은 친구들 - 사랑학 개론        | 게스트 출연 |                                                                 |
| 2000 | KBS2    | 서세원쇼                         | 게스트 출연 |                                                                 |
| 2004 | 후지 TV | 초난강 2                         | 게스트 출연 | 2004.6.25~7.2 방송 2005.11.18 방송                              |
| 2009 | MBC     | W 특별기획-세상을 바꾸는 작은 힘 | 자신        | 2009.4.24 방송, 유니세프 한국위원회 특별대사 자격으로 방문했다. |

### 라디오
| 연도 | 방송사     | 제목              | 역할        | 비고          |
| ---- | ---------- | ----------------- | ----------- | ------------- |
| 2010 | SBS 파워FM | 공형진의 씨네타운 | 게스트 출연 | 2010.8.5 방송 |

### 뮤직 비디오
| 연도 | 제목           | 가수   | 비고                        |
| ---- | -------------- | ------ | --------------------------- |
| 1999 | <Good bye day> | 한성호 |                             |
| 2001 | <너를 위해>    | 임재범 | '동감' 컴필레이션 앨범 ver. |

### 광고
| 연도            | 기업명             | 제품명                                                | 비고                  | 국가     |
| --------------- | ------------------ | ----------------------------------------------------- | --------------------- | -------- |
| 1999            | KT                 | n018 아이클릭유                                       | 통신사                | 대한민국 |
| 1999            | 단군트레이딩       | YELL                                                  | 의류                  | 대한민국 |
| 1999~2000       | 연승어패럴         | 클라이드                                              | 의류                  | 대한민국 |
| 2000~2001, 2013 | 동양생명           | 동양생명 수호천사                                     | 보험                  | 대한민국 |
| 2000            | KT                 | 018 M together                                        | 통신사                | 대한민국 |
| 2000            | KT                 | 드라마 "나도 여자이고 싶다"                           | 통신사                | 대한민국 |
| 2000~2001       | (주)잠뱅이         | 잠뱅이                                                | 의류                  | 대한민국 |
| 2000~2003       | 남양유업           | 프렌치카페                                            | 컵커피                | 대한민국 |
| 2001            | 하이트진로         | 하이트맥주                                            | 주류                  | 대한민국 |
| 2001            | 나드리 화장품      | 딘클라우                                              | 남성 화장품           | 대한민국 |
| 2001            | 롯데웰푸드         | 아트라스                                              | 초코바                | 대한민국 |
| 2001            | 해태제과           | 섹시감자                                              | 스낵                  | 대한민국 |
| 2001            | KT                 | 매직엔                                                | 통신사                | 대한민국 |
| 2001~2002       | 나드리 화장품      | 멜 커버링파우더                                       | 화장품                | 대한민국 |
| 2001~2005, 2008 | 신성통상           | 지오지아                                              | 남성정장              | 대한민국 |
| 2002~2003       | 예나트레이딩       | GIA JEANS                                             | 의류                  | 대한민국 |
| 2002~2003       | 비알코리아         | 베스킨라빈스31, 아이스크림 케이크                     | 아이스크림 프랜차이즈 | 대한민국 |
| 2002~2004       | 우리금융그룹       | 우리은행                                              | 금융                  | 대한민국 |
| 2003            | 닉스인터내셔널     | COAX                                                  | 의류                  | 대한민국 |
| 2004            | 신화인터크루       | 옴파로스                                              | 의류                  | 대한민국 |
| 2004            | (주)에이블씨엔씨   | 미샤                                                  | 화장품                | 대한민국 |
| 2004~2005       | (주)포발           | 포발                                                  | IT업체                | 일본     |
| 2004~2005       | 마루이             | VISARUNO                                              | 의류                  | 일본     |
| 2004~2005       | LG전자             | 싸이언                                                | 핸드폰                | 대한민국 |
| 2008            | 한국 닌텐도        | Wii Sports ※한국런칭모델                              | 게임기                | 대한민국 |
| 2008~현재       | 동서식품           | 맥심 T.O.P                                            | 커피                  | 대한민국 |
| 2010            | 하이트진로         | 프라임 MAX                                            | 주류                  | 대한민국 |
| 2010~2011       | 올림푸스 한국      | 올림푸스 PEN                                          | 카메라                | 대한민국 |
| 2010~2011       | LG생활건강         | 더페이스샵                                            | 화장품                | 대한민국 |
| 2010~2011       | LG생활건강         | 비욘드                                                | 화장품                | 대한민국 |
| 2010~2011       | 행텐코리아         | 행텐                                                  | 의류                  | 대한민국 |
| 2010~2012       | CJ푸드빌           | 뚜레쥬르                                              | 제빵 프랜차이즈       | 대한민국 |
| 2010~2013       | 쿠쿠홈시스         | 쿠쿠 내추럴 워터 정수기, 쿠쿠 내추럴 워터 얼음 정수기 | 생활가전              | 대한민국 |
| 2010~2013       | 쿠쿠홈시스         | 쿠쿠 밥솥                                             | 생활가전              | 대한민국 |
| 2011            | LG전자             | 3D 통합 캠페인                                        | 생활가전              | 대한민국 |
| 2011~2012       | 하이트진로         | 드라이피니시d                                         | 주류                  | 대한민국 |
| 2011~2012       | 하이트진로 재팬    | 하이트d                                               | 주류                  | 일본     |
| 2011~2012       | (주)케이투코리아   | K2                                                    | 아웃도어              | 대한민국 |
| 2011~2012       | SK텔레콤           | 4G LTE                                                | 통신사                | 대한민국 |
| 2011~2013       | 더베이직하우스     | 베이직하우스                                          | 의류                  | 대한민국 |
| 2011~2013       | 더베이직하우스     | I'm David                                             | 의류                  | 중국     |
| 2011~2013       | LG전자             | 인피니아 스마트 TV                                    | 생활가전              | 대한민국 |
| 2011~2014       | (주)세정           | 크리스.크리스티                                       | 의류                  | 대한민국 |
| 2012            | 현대자동차         | 쏘나타 하이브리드                                     | 자동차                | 대한민국 |
| 2012            | 유니세프           | 유니세프 한국위원회 캠페인                            | 공익광고              | 대한민국 |
| 2012~2014       | 한국로레알         | 비오템 옴므                                           | 화장품                | 대한민국 |
| 2013~2014       | (주)세정           | 센터폴                                                | 아웃도어              | 대한민국 |
| 2014            | 오리온             | 포카칩                                                | 과자                  | 대한민국 |
| 2017~2018       | JD GAMES           | 짐의 강산                                             | 모바일 게임           | 대한민국 |
| 2018~2019       | (주)체리쉬         | 체리쉬                                                | 가구                  | 대한민국 |
| 2018~현재       | 신성통상           | 올젠                                                  | 남성 캐주얼           | 대한민국 |
| 2018~현재       | CJ ENM 오쇼핑      | 장 미쉘 바스키아                                      | 골프 웨어             | 대한민국 |
| 2019~현재       | (주)비바리퍼블리카 | 토스                                                  | 모바일금융            | 대한민국 |
| 2020~현재       | 도이치모터스       | 도이치 오토월드                                       | 중고차매매업체        | 대한민국 |
| 2023            | 인셀덤             | 용암병풀수                                            | [ 20 ]                |          |

## 기타
| 출시일 | 책이름                             | 비고                 |
| ------ | ---------------------------------- | -------------------- |
| 2000   | dream in HEAVEN 영상화보집         | 2002년 일본판 재발매 |
| 2002   | WWW (Wonbin Wide pinup Web) 사진집 | 일본판 발매          |
| 2005   | 28 DAY'N YEAR WONBIN               | 일본판 발매          |
| 2006   | BINUS/원빈 DVD 영상집              | 일본판 발매          |
| 2010   | 원빈 프라이빗 DVD & 포토 북        | 일본판 발매          |

### 홍보대사
- 2002년 3월 - 세계평화아동축제 아동평화대사 위촉[23]
- 2004년 3월 - 제38회 납세의날 "서울 강남세무서" 일일명예실장 위촉[24]
- 2007년 9월 ~ 현재 - 유니세프 한국위원회 특별대사 위촉
- 2009년 6월 - 제8회 미쟝센 단편영화제 명예심사위원 위촉[25]

## 수상 및 후보
| 년도 | 상                                      | 부문                            | 작품            | 결과 | 출처   |
| ---- | --------------------------------------- | ------------------------------- | --------------- | ---- | ------ |
| 1999 | KBS 연기대상                            | 남자 신인상                     | 꼭지            | 수상 |        |
| 2000 | KBS 연기대상                            | 남자 우수상                     | 가을동화        | 수상 |        |
| 2000 | 제16회 코리아 베스트 드레서 스완 어워즈 | 남자 탤런트부문 베스트 드레서상 | 빈칸            | 수상 |        |
| 2001 | 제37회 백상예술대상                     | TV부문 남자 신인연기상          | 가을동화        | 수상 |        |
| 2001 | 제22회 청룡영화상                       | 신인남우상                      | 킬러들의 수다   | 후보 |        |
| 2002 | 일본 불가리 브릴리언트드림스 어워드     | 빈칸                            | 킬러들의 수다   | 수상 |        |
| 2002 | 제1회 앙드레김 베스트 스타 어워드       | 스타상                          | 빈칸            | 수상 |        |
| 2002 | 제1회 대한민국 영화대상                 | 신인남우상                      | 킬러들의 수다   | 후보 |        |
| 2004 | 제12회 춘사영화상                       | 신인남우상                      | 태극기 휘날리며 | 수상 |        |
| 2004 | 제27회 황금촬영상                       | 신인남우상                      | 태극기 휘날리며 | 수상 |        |
| 2004 | 제3회 대한민국 영화대상                 | 남우주연상                      | 우리형          | 후보 |        |
| 2009 | 제4회 앙드레김 베스트 스타 어워드       | 스타상                          | 빈칸            | 수상 |        |
| 2010 | 제46회 백상예술대상                     | 영화부문 남자 최우수연기상      | 마더            | 후보 |        |
| 2010 | 제4회 아시안 필름 어워즈                | 남우조연상                      | 마더            | 후보 |        |
| 2010 | 제47회 대종상                           | '남우주연상'                    | 아저씨          | 수상 | [ 26 ] |
| 2010 | 제47회 대종상                           | GS칼텍스 남자인기상             | 아저씨          | 수상 | [ 26 ] |
| 2010 | 제8회 대한민국 영화대상                 | '남우주연상'                    | 아저씨          | 수상 |        |
| 2010 | 제31회 청룡영화상                       | 남우주연상                      | 아저씨          | 후보 |        |
| 2010 | 제31회 청룡영화상                       | 인기스타상                      | 아저씨          | 수상 |        |
| 2010 | 제6회 대한민국 대학영화제               | 남우주연상                      | 아저씨          | 수상 |        |
| 2010 | 제19회 부일영화상                       | 남우주연상                      | 아저씨          | 후보 |        |
| 2010 | 씨네21 영화상                           | 올해의 남자배우                 | 아저씨          | 수상 |        |
| 2011 | 제2회 올해의 영화상(한국영화기자협회)   | '남우주연상'                    | 아저씨          | 수상 |        |
| 2011 | 제47회 백상예술대상                     | 영화부문 남자 최우수연기상      | 아저씨          | 후보 |        |
| 2011 | 제22회 일본 보석 베스트 드레서 시상식   | 남성 특별상                     | 빈칸            | 수상 |        |
| 2011 | 제8회 맥스무비 최고의 영화상            | 최고의 남자배우상               | 아저씨          | 수상 |        |
| 2011 | 제11회 대한민국청소년영화제             | 남자배우부문 인기영화인상       | 빈칸            | 수상 |        |
| 2011 | 제48회 대종상                           | 도요타 인기상                   | 빈칸            | 수상 | [ 28 ] |

## 가족
- 부모 김석산, 이월순
- 형제자매 2남 3녀 중 막내
- 배우자

- 자녀 1남